# ハングルッ!ナビ
ハングルッ!ナビは、NHK Eテレで2022年4月7日に放送を開始した朝鮮語の語学講座番組である。

## 概要
前身は2008年度に『안녕하십니까? ハングル講座』から改題した『テレビでハングル講座』である。
2022年度に本タイトルへ改め『中国語!ナビ』と共に開始した。なお、NHKの改革にともない1回あたりの放送時間が『テレビで - 』より5分削られ20分となったが、これは『안녕하십니까? - 』時代の1990年度から8年間以来の短さとなった。

## 放送時間
Eテレ（教育テレビ）
※放送時間はいずれも20分
- 本放送：木曜日 23:00 - 23:20
- 再放送：土曜日 5:30 - 5:50、(翌)水曜日 14:00 - 14:20

## 出演者

### 2022年度
- 講師：山崎玲美奈（早稲田大学非常勤講師）
- 生徒：河野純喜[2]（JO1メンバー、奈良県出身）
- ナビゲーター：K（シンガーソングライター）
- スキットドラマ：キム・ヨンデ（俳優）
- スキットドラマ：ハンチ（モデル）
- スキットドラマ：シン・ウィス（NHK国際局アナウンサー）
- スキットドラマ：JUNE（音楽プロデューサー）
- 栗原はるみ（料理家）
- 古家正亨（韓流ナビゲーター）

マンスリーゲスト
- SUPER JUNIOR (2022年4月)
- IVE (2022年5月)
- CRAVITY (2022年6月)
- Golden Child (2022年7月)
- P1Harmony (2022年8月)
- Kep1er (2022年9月)
- ITZY (2022年11月)
- PENTAGON (2022年12月)
- Billlie (2023年1月)
- fromis_9 (2023年2月)

### 2023年度
- 講師：山崎玲美奈（早稲田大学非常勤講師）
- 生徒：高橋文哉[3]（俳優、埼玉県出身）
- ナビゲーター：K（シンガーソングライター）
- スキットドラマ：ファン・イニョプ[4]（俳優）
- スキットドラマ：シン・ウィス（NHK国際局アナウンサー）
- スキットドラマ：JUNE（音楽プロデューサー）
- スキットドラマ：ジュラン（モデル）
- 古家正亨（韓流ナビゲーター）
- 八田靖史（コリアン・フード・コラムニスト）

マンスリーゲスト
- LE SSERAFIM (2023年4月)
- WEi (2023年5月)
- STAYC (2023年6月)
- THE NEW SIX（TNX） (2023年7月)
- SHINee (2023年8月)
- VERIVERY (2023年9月)
- xikers (2023年11月)
- &TEAM (2023年12月)
- RIIZE (2024年1月)
- ファン・イニョプ (2024年2月)

### 2024年度
- 講師：キム・ウネ（金恩愛）（立教大学准教授）
- 生徒：木全翔也[5]（JO1メンバー、愛知県出身）
- ナビゲーター：K（シンガーソングライター）
- スキット出演：シン・ウィス（NHK国際局アナウンサー）
- スキット出演：JUNE（音楽プロデューサー）
- スキット出演：ハ・ヨンス[注 1]（俳優）
- コーナー出演：古家正亨（韓流ナビゲーター）

マンスリーゲスト
- ZEROBASEONE (2024年4月)
- BOYNEXTDOOR (2024年5月)
- TEMPEST (2024年6月)
- TWS (2024年7月)
- n.SSign (2024年8月)
- RIIZE (2024年9月)
- EVNNE (2024年11月)
- Hi-Fi Un!corn (2024年12月)
- STAYC (2025年1月)
- SAY MY NAME (2025年2月)

### 2025年度
- 講師：キム・ウネ（金恩愛）（立教大学教授）
- 生徒：佐野雄大[6]（INIメンバー、大阪府出身）
- ナビゲーター：K（シンガーソングライター）
- スキット出演：シン・ウィス（NHK国際局アナウンサー）
- スキット出演：JUNE（音楽プロデューサー）
- スキット出演：ハ・ヨンス（俳優）
- コーナー出演：古家正亨（韓流ナビゲーター）

マンスリーゲスト
- NCT DREAM (2025年4月)
- BOYNEXTDOOR (2025年5月)
- n.SSign (2025年6月)
- Hearts2Hearts (2025年7月)
- TWS (2025年8月)